# Ilario Di Buò
Ilario Di Buò (ur. 13 grudnia 1965 w Trieście) – włoski łucznik, dwukrotny medalista igrzysk olimpijskich, mistrz świata i Europy.
Sześciokrotnie startował na igrzyskach, w 1984, 1988, 1992, 2000, 2004 i 2008. W 2000 roku zdobył srebro w drużynie, razem z Matteo Bisianianim i Michele Frangillim. W finale przegrali zawodnikami z Korei Południowej. Również na drugim stopniu podium stanął 8 lat później, w Pekinie. Tym razem Di Buò partnerowali Marco Galiazzo i Mauro Nespoli, a lepsza ponownie okazała się drużyna południowokoreańska.